# Molson Prize
Der Molson Prize ist eine Auszeichnung. Er wird vom Canada Council for the Arts alljährlich an Personen verliehen, die sich mit ihren Werken um das kulturelle und intellektuelle Erbe Kanadas verdient gemacht haben.

## Geschichte der Auszeichnung
Der Molson Prize wurde 1964 durch die Molson Family Foundation, eine Stiftung der als Bierbrauer wohlhabend gewordenen kanadischen Familie Molson, eingerichtet und mit einem Stiftungskapital von 1 Million kanadischen Dollars ausgestattet. Die Preise werden vom Canada Council for the Arts in Zusammenarbeit mit dem Social Sciences and Humanities Research Council of Canada vergeben. Die Preisgelder von 50.000 kanadischen Dollars gehen jeweils an einen Künstler (Molson Prize for the Arts) und an einen Preisträger aus den Bereichen Wissenschaft und Geisteswissenschaften (Molson Prize in the Social Sciences and Humanities).

## Auszeichnungsvoraussetzungen
Die jeweiligen Kandidaten für den Molson Prize müssen kanadische Staatsbürger sein oder einen ständigen Wohnsitz in Kanada besitzen. Weitere Voraussetzungen sind, dass die besonderen Leistungen der Kandidaten bereits weitreichend bekannt und die Kandidaten weiterhin sehr aktiv und produktiv sind. Die Auszeichnung soll sich also nicht auf das Lebenswerk der Kandidaten beziehen, sondern den zukünftigen Weg weiter fördern. Organisationen und Firmen sind nicht als Kandidaten zugelassen, ferner wird der Preis nicht postum verliehen.

## Empfänger des Preises
- 1964 Donald Creighton und Alain Grandbois
- 1965 Jean Gascon und Frank Scott
- 1966 Hugh MacLennan und Georges-Henri Lévesque
- 1967 Arthur Erickson, Anne Hébert und Marshall McLuhan
- 1968 Glenn Gould und Jean Le Moyne
- 1969 Jean-Paul Audet, Morley Callaghan und Arnold Spohr
- 1970 Northrop Frye, Duncan Macpherson und Yves Thériault
- 1971 Norman McLaren, Maureen Forrester und Rina Lasnier
- 1972 John James Deutsch, Alfred Pellan und George Woodcock
- 1973 W.A.C.H. Dobson, Celia Franca und Jean-Paul Lemieux
- 1974 Alex Colville, Pierre Dansereau und Margaret Laurence
- 1975 Orford String Quartet, Denise Pelletier und Jon Vickers
- 1976 John Hirsch, Bill Reid und Jean-Louis Roux
- 1977 Gabrielle Roy, Jack Shadboldt und George Morley Story
- 1978 Jean Duceppe, Betty Oliphant und Michael Snow
- 1979 Michel Brault, Lois Catherine Marshall und Robert Weaver
- 1980 Margaret Atwood, Marcel Trudel und John Weinzweig
- 1981 nicht vergeben
- 1982 Alan C. Cairns, Louis-Edmond Hamelin, Jack McClelland und Gilles Vigneault
- 1983 Brian Macdonald und Francess Halpenny
- 1984 Marcel Dubé und James G. Eayrs
- 1985 Gaston Miron und Ronald Melzack
- 1986 J. Mavor Moore und William Herbert Dray
- 1987 Yvette Brind’Amour und Marc-Adélard Tremblay
- 1988 Robertson Davies und Terence Michael Penelhum
- 1989 Vera Frenkel und Fernande Saint-Martin
- 1990 Alice Munro und Jean-Jacques Nattiez
- 1991 Denys Arcand und Charles Taylor
- 1992 Douglas Cardinal und Fernand Dumont
- 1993 R. Murray Schafer und Juliet McMaster
- 1994 Michel Tremblay und Martin Friedland
- 1995 Gerald Ferguson und Donald Akenson
- 1996 Mavis Gallant und Pierre Maranda
- 1997 Mary Pratt und Guy Rocher
- 1998 Jeanne Lamon und Michael J. Trebilcock
- 1999 Kiawak Ashoona und Tom Courchene
- 2000 Jacques Poulin und Ian Hacking
- 2001 nicht vergeben
- 2002 Christopher Newton, ein Regisseur, und Margaret Lock
- 2003 Walter Boudreau und Janice Gross Stein
- 2004 Maria Campbell und Richard E. Tremblay
- 2005 Iain Baxter und Ramsay Cook
- 2006 Nicole Brossard und Henry Mintzberg
- 2007 Alex Pauk und Paul Thagard
- 2008 Sheila Fischman und Angus McLaren, ein Historiker
- 2009 Ian Wallace und Wayne Sumner
- 2010 Édouard Lock und Linda Hutcheon
- 2011 Herménégilde Chiasson und Peter Victor
- 2012 Dáirine Ní Mheadhra und Keren Rice
- 2013 Richard Wagamese und Ann Dale
- 2014 Jean Grondin und John Arcand
- 2015 M. G. Vassanji und Constance Backhouse
- 2016 Marie-Claire Blais und John McGarry
- 2017 Lawrence Hill und der Soziologe Kent Roach
- 2018 Diane Schoemperlen und Lynne Viola
- 2019 Alexina Louie und John Borrows
- 2020 Mary Kerr und David Lyon